# Leptacis andriciphila
Leptacis andriciphila är en stekelart som först beskrevs av William Harris Ashmead 1887.  Leptacis andriciphila ingår i släktet Leptacis och familjen gallmyggesteklar. Inga underarter finns listade i Catalogue of Life.